# 효창공원앞역
효창공원앞역(孝昌公園앞驛, Hyochang Park station)은 서울특별시 용산구 효창동과 용문동에 있는 서울 지하철 6호선과 수도권 전철 경의·중앙선의 환승역이다. 수도권 전철 경의·중앙선은 이 역부터 가좌역까지 지하 구간이다. 
용산선에서 이 역이 1929년 처음 개업할 때의 역명은 원정역(元町驛 모토마치 에키[*])으로, 당시에는 용산 기점 1.2 km에 있었다. 1978년 이 역이 효창역(孝昌驛)으로 영업을 재개할 때, 용산 기점 1.8km의 위치로 옮긴 것으로 추정된다. 2016년 5월 현재 승강장 일부가 일반 건물의 기초 형태로 남아 있으며, 이는 용산선 역 가운데 유일하게 남아 있는 승강장 흔적이다. 효창역이 위치하였던 용산 기점 1.8km자리에는 미생정역이 존재했다.
한때 서울 지하철 6호선의 역명이 효창공원앞(용산구청)역이었으나, 용산구청이 2010년 4월 8일자로 이태원동 녹사평역 인근으로 이전하면서 같은 해 5월 27일 개정되어 병기역명이 폐지되었다. 구 용산구청 건물은 현재 용산구보건소로 사용 중이다.
용산역에서 구 효창역까지를 연결하는 효창선이라는 일종의 회차선이 1978년 ~ 2010년초까지 존재하였는데, 현재 선로는 철거되었으며 그 부지에는 경의선숲길 공원이 조성되어 있다.

## 역사
용산선
- 1929년 9월 20일 : 용산선 용산~세교리 간 개통과 함께 원정역(元町驛)으로 영업 개시 (용산 기점 1.2 km)[2]
- 1948년 1월 : 효창역(孝昌驛)으로 역명 개정[3]
- 1969년 4월 10일 : 경의선배치간이역에서 무배치간이역으로 격하[4]
- 1974년 8월 15일 : 폐지[5]
- 1978년 6월 23일 : 경의선 신호장으로 영업 재개 (용산 기점 1.8 km)[6]
- 1984년 3월 1일 : 경의선 배치간이역으로 승격[7]
- 2004년 7월 1일 : 경의선 선로 철거 및 가좌역 방향 철도 단절
- 2009년 8월 1일 : 경의선 용산 기점 1 km 선로 철거
- 2000년 12월 15일: 6호선 응암역~상월곡역 구간 개통과 함께 효창공원앞(용산구청)역 영업개시
- 2010년 5월 27일: 6호선 역명을 효창공원앞역으로 변경
- 2012년 9월 24일 : 경의중앙선 지하 역사 착공
- 2014년 12월 27일 : 수도권 전철 경의·중앙선 전 구간 개통, 역사 공사가 지연되어 무정차 통과
- 2015년 7월 6일 : 경의중앙선 효창공원앞역으로 역명 개정 및 사용개시 고시 (용산 기점 1.5 km)[8]
- 2016년 4월 30일 : 수도권 전철 경의·중앙선 개통과 함께 여객 영업 개시에 따라 환승역이 됨

## 역 구조
6호선은 1면 2선의 섬식 승강장, 수도권 전철 경의·중앙선 승강장은 2면 2선 상대식 승강장을 갖추고 있으며, 두 노선 승강장에 스크린도어가 설치되어 있다. 출구는 6개가 있다.

### 6호선 승강장
| 공덕 ↑   |
| 하 상 \| |
| ↓ 삼각지 |

| 상행 | ● 서울 지하철 6호선 | 공덕 · 합정 · 월드컵경기장 · 디지털미디어시티 · 응암 방면 |
| 하행 | ● 서울 지하철 6호선 | 삼각지 · 동묘앞 · 고려대 · 석계 · 신내 방면               |

### 경의·중앙선 승강장
| ↑ 용산   |
| ２ \| １ |
| 공덕 ↓   |

| 1 | ● 수도권 전철 경의·중앙선 | 서강대 · 금촌 · 파주 · 문산 방면      |
| 2 | ● 수도권 전철 경의·중앙선 | 용산 · 이촌 · 회기 · 용문 · 지평 방면 |

## 역 주변
- 백범김구기념관
- 숙명여자대학교
- 서울금양초등학교
- 서울청년창업플러스센터
- 용산구 문화체육센터
- 용산구 보건분소
- 용산구 청소년 상담지원센터
- 원효로1동 행정복지센터
- 원효로 우체국
- 스톤뮤직 엔터테인먼트
- 효창동 행정복지센터
- 효창운동장
- 효창공원
- 용문시장
- 서울용산경찰서
- 용산전자상가

## 이용객 변동
6호선의 2000년 자료는 개통일인 2000년 12월 15일부터 12월 31일까지 총 17일간, 용산선의 2016년 자료는 개통일인 2016년 4월 30일부터 12월 31일까지 246일간의 집계를 반영한 것이다.
| 노선        | 노선   | 일평균 인원수 (명/일) | 일평균 인원수 (명/일) | 일평균 인원수 (명/일) | 일평균 인원수 (명/일) | 일평균 인원수 (명/일) | 일평균 인원수 (명/일) | 일평균 인원수 (명/일) | 일평균 인원수 (명/일) | 일평균 인원수 (명/일) | 일평균 인원수 (명/일) | 각주                  | 각주                  | 각주                  | 각주                  | 각주   |
| 노선        | 노선   | 2000년                | 2001년                | 2002년                | 2003년                | 2004년                | 2005년                | 2006년                | 2007년                | 2008년                | 2009년                | 각주                  | 각주                  | 각주                  | 각주                  | 각주   |
| ----------- | ------ | --------------------- | --------------------- | --------------------- | --------------------- | --------------------- | --------------------- | --------------------- | --------------------- | --------------------- | --------------------- | --------------------- | --------------------- | --------------------- | --------------------- | ------ |
| 6호선       | 승차   | 2,818                 | 5,428                 | 7,326                 | 8,201                 | 8,339                 | 8,111                 | 7,840                 | 7,757                 | 7,758                 | 7,899                 | [ 9 ]                 | [ 9 ]                 | [ 9 ]                 | [ 9 ]                 | [ 9 ]  |
| 6호선       | 하차   | 2,705                 | 5,439                 | 7,345                 | 8,240                 | 8,295                 | 8,047                 | 7,686                 | 7,580                 | 7,489                 | 7,633                 | [ 9 ]                 | [ 9 ]                 | [ 9 ]                 | [ 9 ]                 | [ 9 ]  |
| 6호선       | 승하차 | 5,523                 | 10,867                | 14,671                | 16,441                | 16,634                | 16,158                | 15,526                | 15,336                | 15,247                | 15,533                | [ 9 ]                 | [ 9 ]                 | [ 9 ]                 | [ 9 ]                 | [ 9 ]  |
| 노선        | 노선   | 일평균 인원수 (명/일) | 일평균 인원수 (명/일) | 일평균 인원수 (명/일) | 일평균 인원수 (명/일) | 일평균 인원수 (명/일) | 일평균 인원수 (명/일) | 일평균 인원수 (명/일) | 일평균 인원수 (명/일) | 일평균 인원수 (명/일) | 일평균 인원수 (명/일) | 일평균 인원수 (명/일) | 일평균 인원수 (명/일) | 일평균 인원수 (명/일) | 일평균 인원수 (명/일) | 각주   |
| 노선        | 노선   | 2010년                | 2011년                | 2012년                | 2013년                | 2014년                | 2015년                | 2016년                | 2017년                | 2018년                | 2019년                | 2020년                | 2021년                | 2022년                | 2023년                | 각주   |
| 6호선       | 승차   | 8,042                 | 8,229                 | 8,279                 | 8,259                 | 8,376                 | 8,114                 | 7,623                 | 7,296                 |                       |                       |                       |                       |                       |                       | [ 9 ]  |
| 6호선       | 하차   | 7,742                 | 7,973                 | 8,119                 | 8,054                 | 8,097                 | 7,828                 | 7,277                 | 6,831                 |                       |                       |                       |                       |                       |                       | [ 9 ]  |
| 6호선       | 승하차 | 15,784                | 16,202                | 16,398                | 16,313                | 16,473                | 15,942                | 14,900                | 14,127                | 14,124                | 14,136                |                       |                       |                       |                       | [ 9 ]  |
| 경의·중앙선 | 승차   | 미개통                | 미개통                | 미개통                | 미개통                | 미개통                | 미개통                | 1,954                 | 2,384                 | 2,655                 | 2,900                 | 3,488                 | 3,524                 | 2,718                 | 3,034                 | [ 10 ] |
| 경의·중앙선 | 하차   | 미개통                | 미개통                | 미개통                | 미개통                | 미개통                | 미개통                | 2,076                 | 2,466                 | 2,691                 | 2,934                 | 3,444                 | 3,694                 | 2,799                 | 3,111                 | [ 10 ] |

## 사진

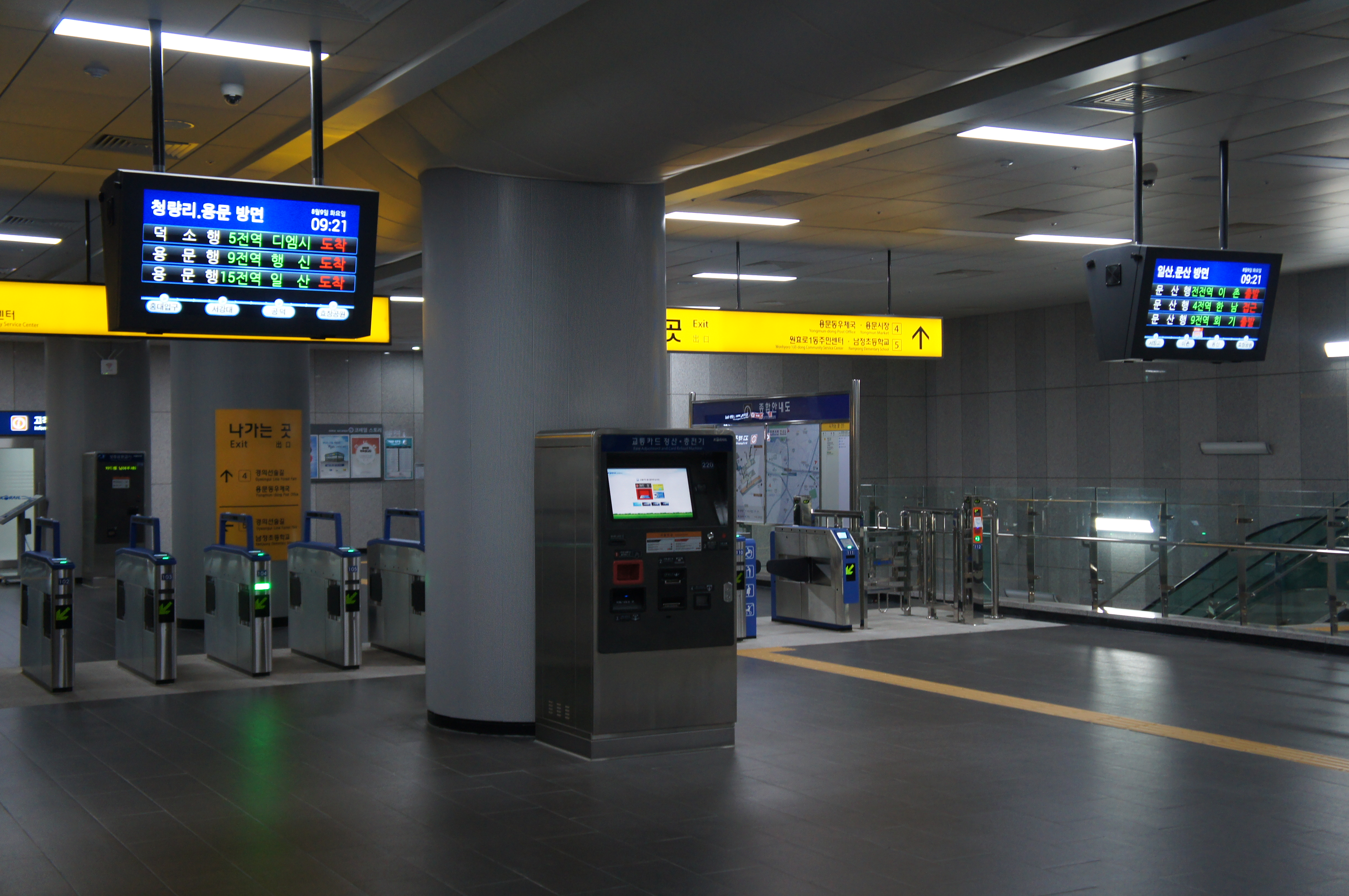
경의중앙선 대합실
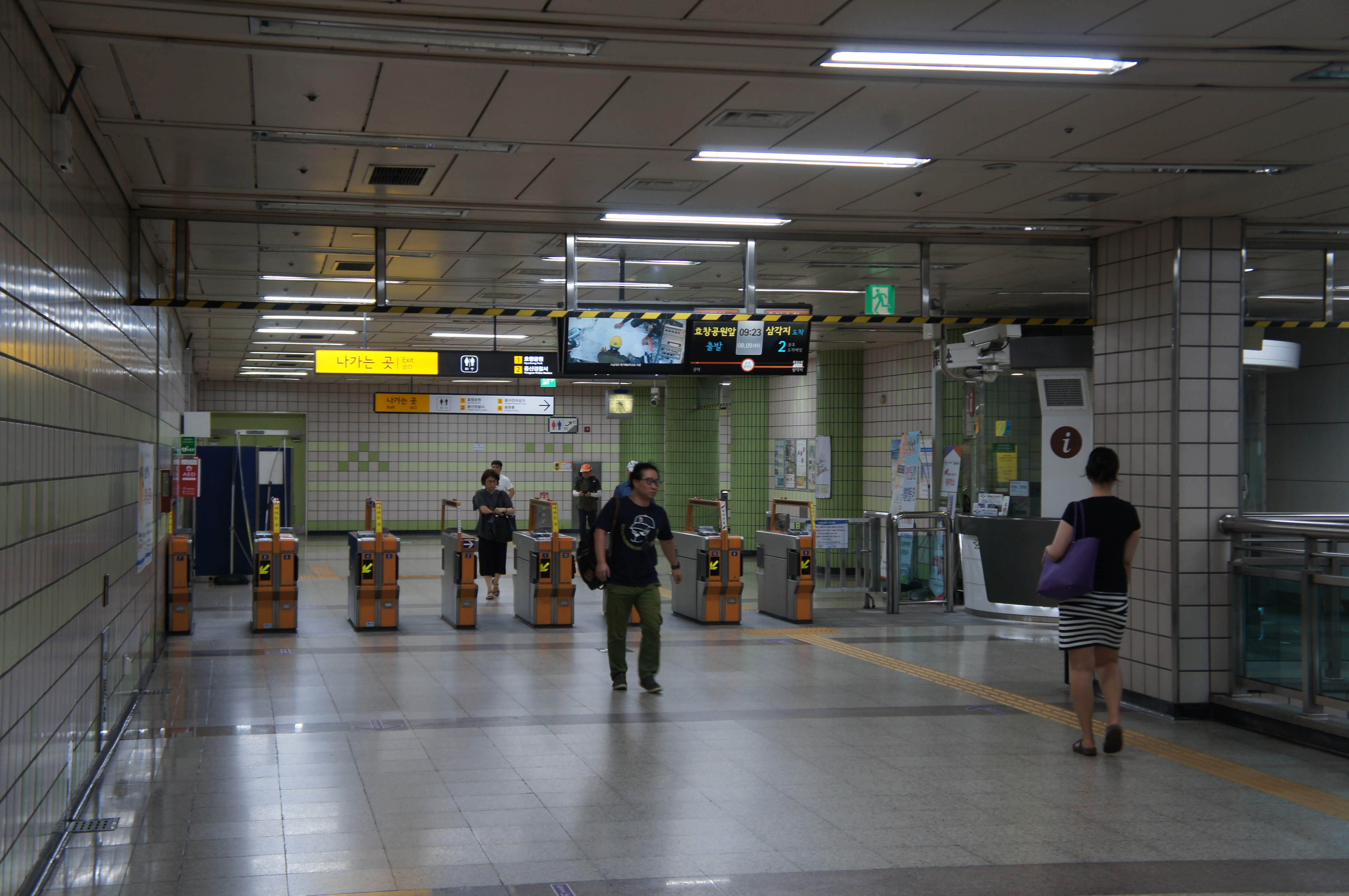
6호선 대합실
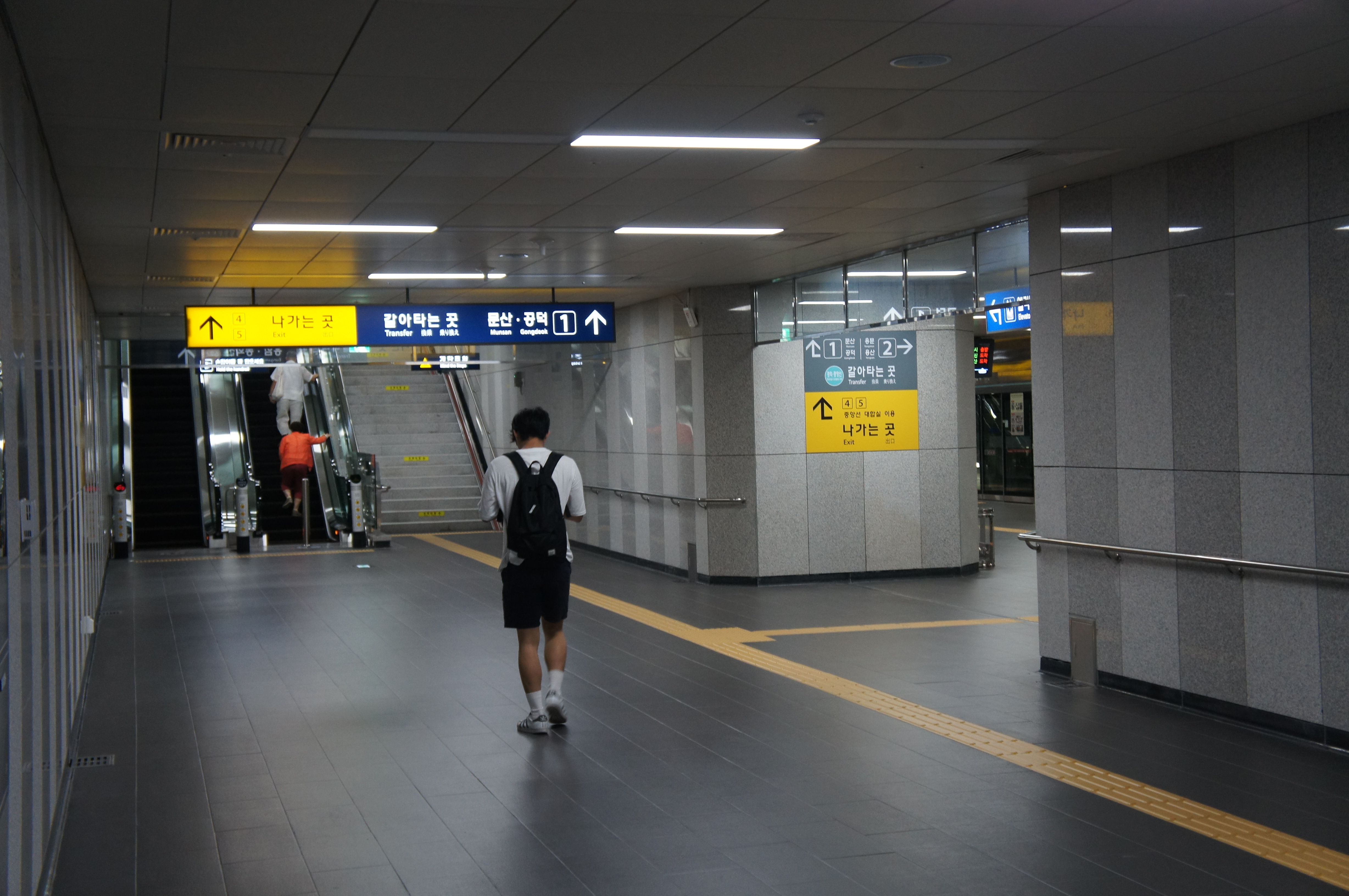
환승통로
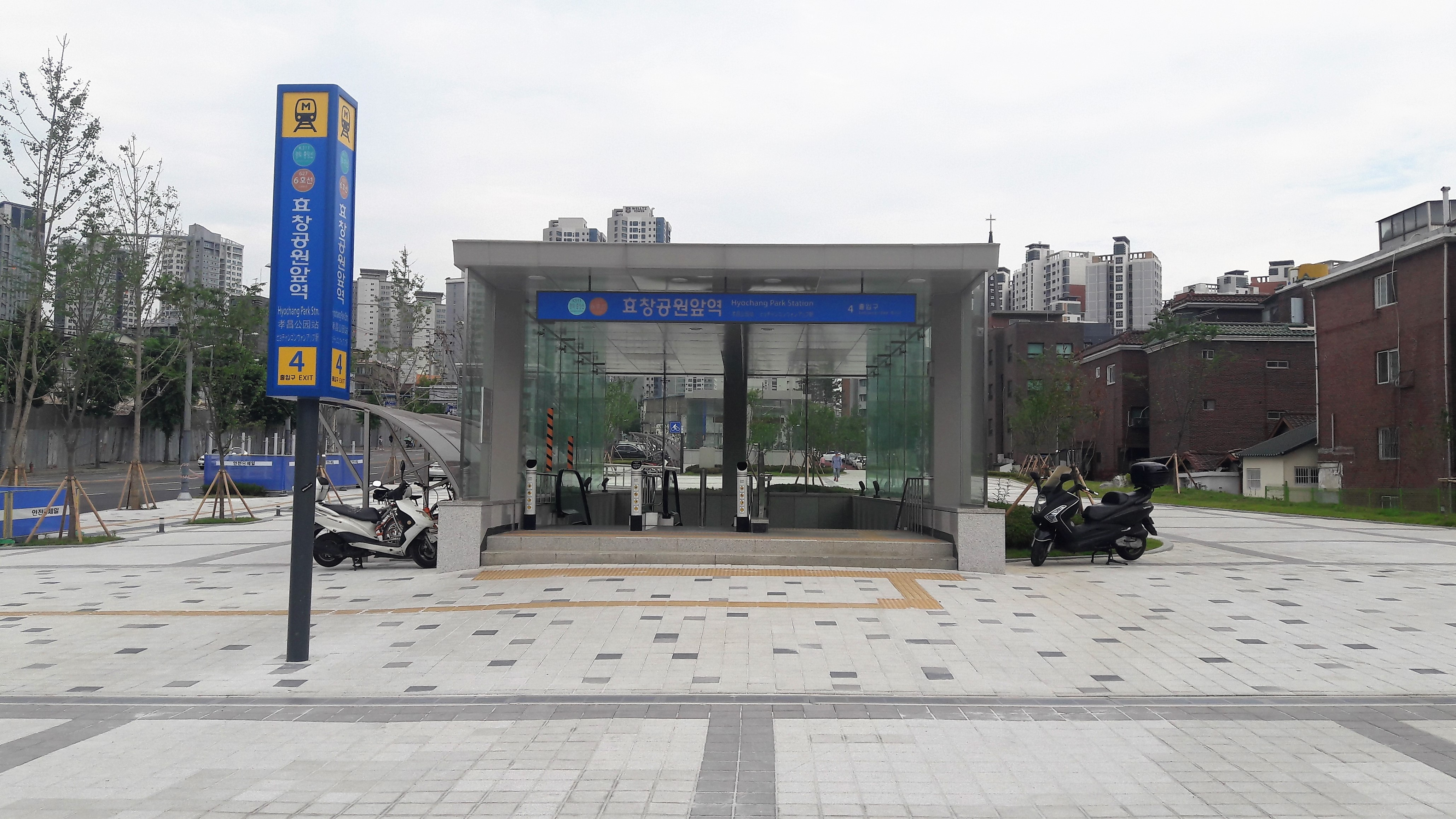
4번 출구
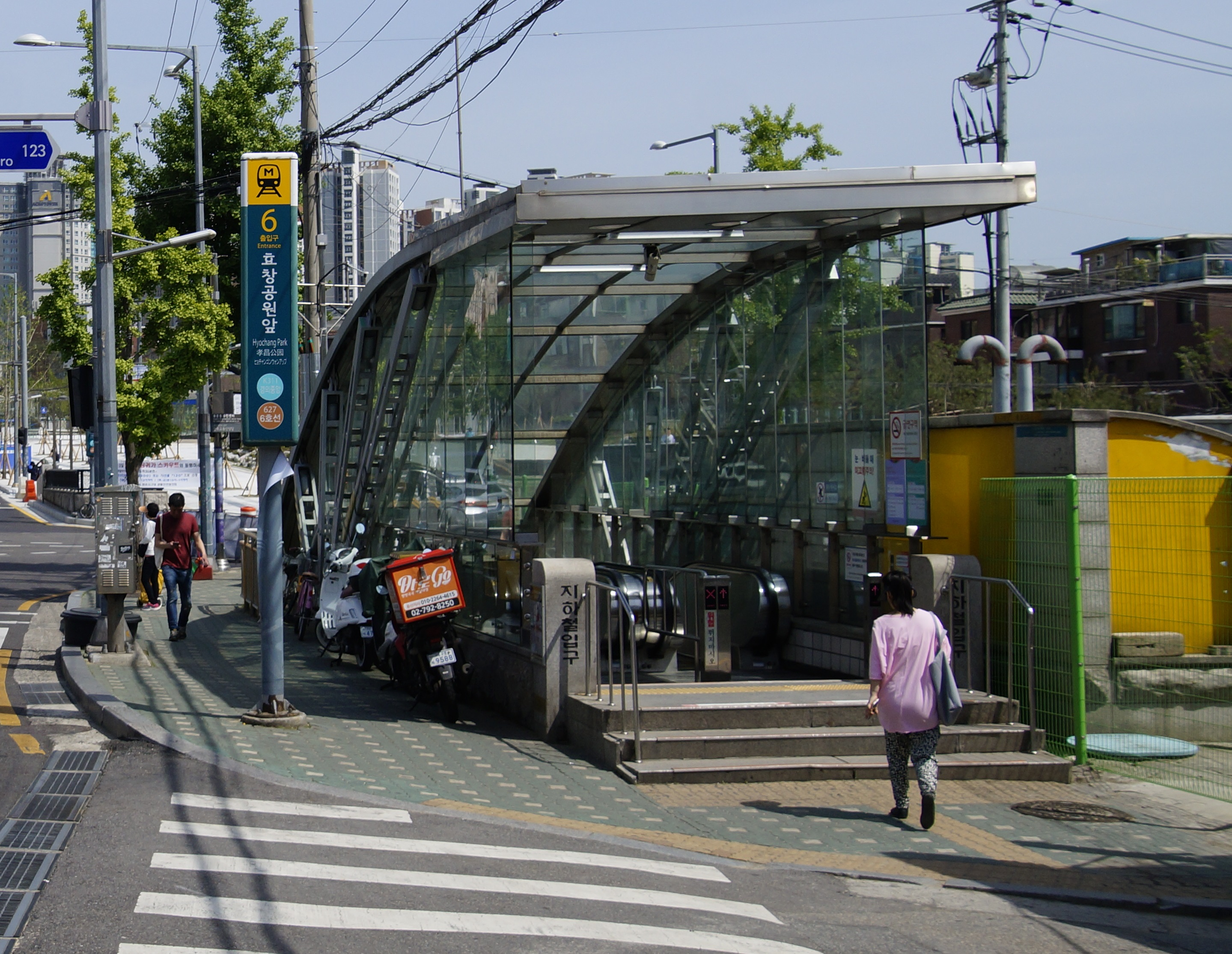
6번 출구

## 인접한 역
| 서울 지하철 6호선             | 서울 지하철 6호선                               | 서울 지하철 6호선             |
| ----------------------------- | ----------------------------------------------- | ----------------------------- |
| 626 공덕 응암 순환            | ● 서울 지하철 6호선                             | 628 삼각지 신내 방면          |
| 용산선                        |                                                 |                               |
| K312 공덕 문산 방면 문산 방면 | ● 수도권 전철 경의·중앙선 본선 완행 중앙선 급행 | K110 용산 지평 방면 용문 방면 |